# It's Complicated (soundtrack)
It's Complicated is de originele soundtrack, gecomponeerd door Hans Zimmer en Heitor Pereira voor de film It's Complicated uit 2009 van Nancy Meyers. Het album werd op 22 december 2009 uitgebracht door Back Lot Music.

## Achtergrond
De partituur werd uitgevoerd door een orkest onder leiding van Nick Glennie-Smith met Heitor Pereira als solist op de gitaar. De percussie instrumenten werden bespeeld door Ryeland Allison en Satnam Ramgotra. De muziek werd opgenomen in de studio Remote Control Productions. De muziek werd opgenomen en gemixt door Alan Meyerson. Aanvullende muziek werd gecomponeerd door Henry Jackman.

## Nummers
| Nr. | Titel               | Componist(en)            | Duur |
| --- | ------------------- | ------------------------ | ---- |
| 1   | It's Complicated    | Zimmer, Pereira, Jackman | 4:15 |
| 2   | The Original Five   | Zimmer, Pereira          | 3:08 |
| 3   | Interrupted Kiss    | Zimmer, Pereira, Jackman | 1:54 |
| 4   | iSight Surprise     | Zimmer, Pereira          | 1:54 |
| 5   | How Much I Like You | Zimmer, Pereire, Jackman | 1:12 |
| 6   | No Regrets          | Zimmer, Pereira          | 4:30 |